# 中山北路站 (芜湖)

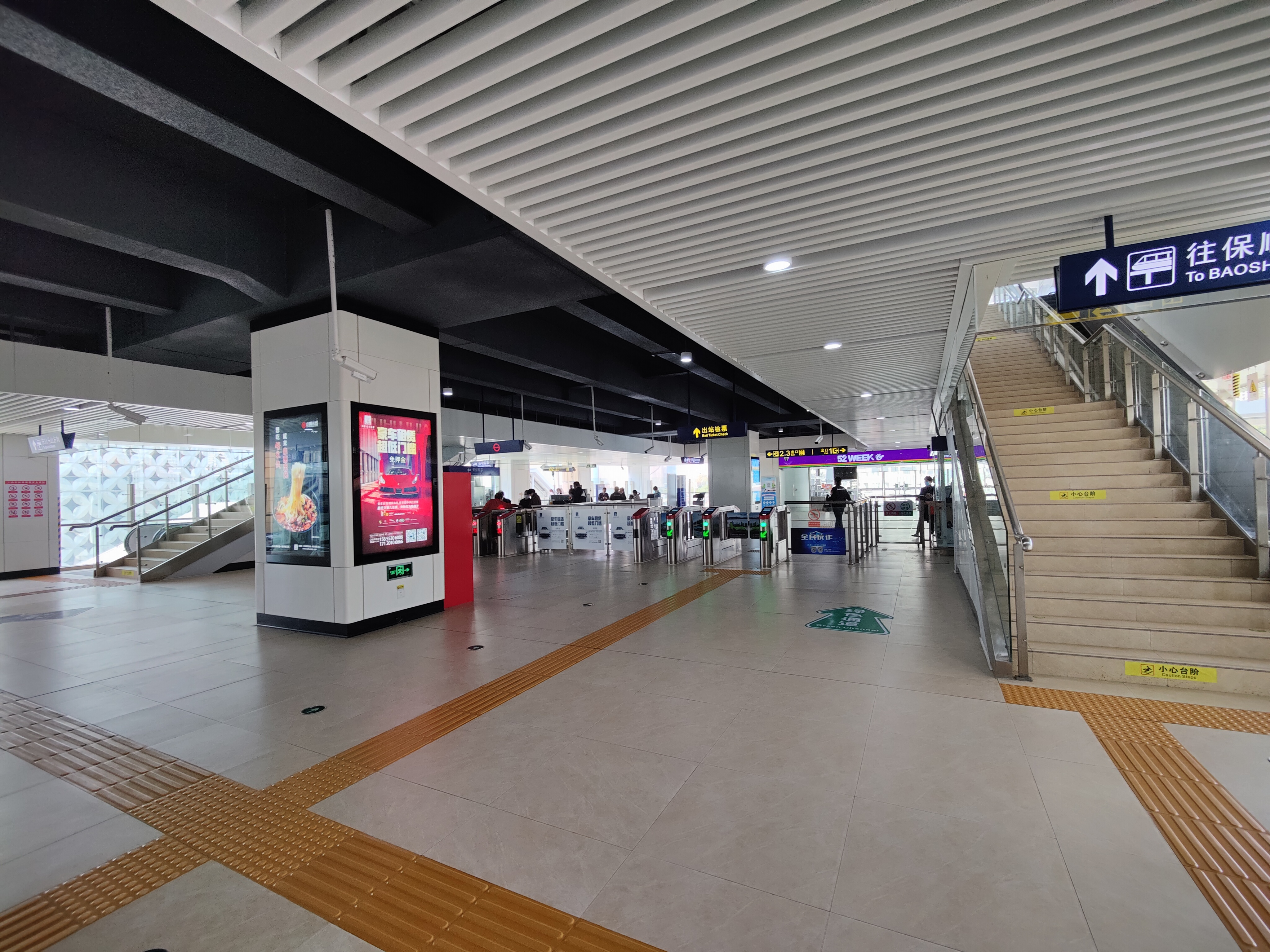
中山北路站站厅

中山北路站为中华人民共和国安徽省芜湖市镜湖区中山北路与银湖南路交口南侧的一座单轨车站，属于芜湖轨道交通1号线。2021年11月3日投入运营。

## 车站结构
中山北路站为地上三层车站，一层为出入口，二层为车站大堂，三层为车站站台，设有两个侧式站台，并设有半高屏蔽门。

### 车站楼层
| 地上三层 | 侧式站台，右側開门 | 侧式站台，右側開门           |
| 地上三层 | 轨道（西）         | █ 1号线往白马山（鸠兹广场）  |
| 地上三层 | 轨道（东）         | █ 1号线往保顺路（赭山公园）  |
| 地上三层 | 侧式站台，右側開门 |                              |
| 地上二层 | 站厅               | 客服中心、自动售票机、验票机 |
| 地面     | 出入口             | 1-3出入口                    |

## 车站出口
中山北路站共设3个出口，其中2号出入口旁通道直接连接八佰伴天桥，各出口及周围设施如下所示：
|                                       |      |              | |
| 出口编号                              | 照片 | 地点         | 可到达目的地                                                                                                   |
| 出口 · 1L · 扶手电梯标志              |      | 中山北路东侧 | 安徽师范大学附属中学、凤凰美食街、芜湖供电公司、皖江口腔医院、芜湖市大官山小学、劳动新村、官山社区党群服务中心 |
| 出口 · 2L                             |      | 中山北路西侧 | 八佰伴、吾悦广场、红星美凯龙、信达外滩府                                                                       |
| 出口 · 3L · 升降机标志 · 扶手电梯标志 |      | 中山北路西侧 | 金鹰尚美酒店、汇金广场、凤凰花园、申元街小区、黄山西苑、黄山西路菜市场                                         |
| 註： 設有 \| 設有扶手電梯             |      |              | |

## 接驳交通

### 公交车
- 八佰伴南：37、48、游3路
- 凤凰美食街：1、3、14、24、25、34、35、101、108路
- 八佰伴：1、3、14、24、25、35、48路
- 师大附中：34、37、101、108、游3路